# Unione dei comuni Platani-Quisquina-Magazzolo
L'Unione dei comuni Platani-Quisquina-Magazzolo è un'unione di comuni nata il 22 maggio 2004 dalla decisione di cinque comuni italiani della provincia di Agrigento, in Sicilia.
Fanno parte dell'unione i comuni di Bivona, Cianciana, San Biagio Platani e Santo Stefano Quisquina (in passato anche Alessandria della Rocca).
L'Unione ha una estensione di oltre 316,52 km² e una popolazione di circa 17.000 abitanti.
Ha sede nel comune di Cianciana, a palazzo Marino.